# Реакторный нейтринный эксперимент Daya Bay
Daya Bay (произн.: Да́йя Бэй) — эксперимент физики элементарных частиц по изучению осцилляций нейтрино, проводящийся в Китае. Многонациональная коллаборация включает исследователей из Китая, России, США, Тайваня и Чехии. Эксперимент проводится на АЭС Даявань, около 52 километров к северу от Гонконга. Установка состоит из восьми антинейтринных жидкосцинтилляционных детекторов, расположенных в трёх экспериментальных залах. Источником антинейтрино являются шесть атомных реакторов (тепловая мощность каждого около 3 ГВт), располагающихся на расстояниях от ~500 до ~1800 метров от детекторов.

## Нейтринные осцилляции
Эксперимент Дайя-Бэй предназначен для исследования нейтринных осцилляций и угла смешивания θ13. Он использует поток антинейтрино от реакторов АЭС Даявань и АЭС Линьао. 
8 марта 2012 года коллаборация Дайя Бэй объявила об обнаружении того, что угол θ13 отличен от нуля, со статистической значимостью 5,2σ. Согласно измерениям коллаборации, sin2 (2θ13) = 0,092 ± 0.016 (стат.) ± 0,005 (сист.).
Этот значимый результат согласуется с более ранними, но менее статистически значимыми результатами работы таких экспериментов, как T2K, MINOS и Double Chooz.